# Mecánica cuántica supersimétrica
En física teórica, la mecánica cuántica supersimétrica es un área de investigación donde se aplican los conceptos matemáticos de física de altas energías en el campo de la mecánica cuántica.

## Introducción
El comprender las consecuencias de la supersimetría ha demostrado ser matemáticamente desalentador, y así mismo, ha sido difícil desarrollar teorías que pudiesen dar cuenta de la ruptura espontánea de simetría, es decir, la falta de observación de partículas pareja de masa igual. Para avanzar sobre estos problemas, los físicos desarrollaron la Mecánica Cuántica supersimétrica, una aplicación de álgebra supersimétrica (SUSY) a la Mecánica Cuántica en contraposición a la teoría cuántica de campos. Se esperaba que estudiar las consecuencias de SUSY en esta configuración más simple, llevaría a nueva comprensión; notablemente, el esfuerzo creó en sí mismo, nuevas áreas de investigación en Mecánica Cuántica .
Por ejemplo, a partir de 2004, se comenzó a enseñar a los estudiantes a "resolver" el átomo de hidrógeno mediante un proceso laborioso que comienza introduciendo el potencial de Coulomb en la ecuación de Schrödinger. Después de una cantidad de trabajo considerable, con muchas ecuaciones diferenciales, el análisis produce una relación recursiva para los polinomios de Laguerre. El resultado final, es el espectro del átomo de hidrógeno de los estados de energía (con la etiqueta de los números cuánticos n y l). Usando las ideas extraídas de SUSY, el resultado final se puede derivar con mucha mayor facilidad, en la mayor parte, de la misma manera que los métodos de operador que se utilizan para resolver el oscilador armónico. Curiosamente, este enfoque es análogo a la forma en la que Erwin Schrödinger resolvió por primera vez el átomo de hidrógeno. Por supuesto, él no llamó a su solución supersimétrica, pues SUSY aparecería treinta años en el futuro, pero todavía es notable que el enfoque de SUSY, tanto mayor y más elegante, se enseñe a tan pocos en las universidades.
La solución SUSY al átomo de hidrógeno, es sólo un ejemplo de la clase muy general de las soluciones que ofrece a los potenciales de forma invariantes, una categoría que incluye la mayoría de los potenciales que se enseñan en los cursos introductorios de mecánica cuántica.
La Mecánica Cuántica SUSY, consiste en pares de Hamiltonianos que comparten una relación particular matemática, que son llamados Hamiltonianos pareja. (Los términos de energía potencial que se producen en los Hamiltonianos luego se les llama potenciales socios.) Un teorema de introducción, muestra que por cada estado propio de un Hamiltoniano, su compañero Hamiltoniano tiene un estado propio que corresponde a la misma energía (con la posible excepción de estados propios de energía cero). Este hecho, puede ser aprovechado para deducir muchas de las propiedades del espectro de estado propio. Es análogo a la descripción original de SUSY, que se refiere a los bosones y fermiones. Podemos imaginar un "Hamiltoniano bosónico", cuyos estados propios son los bosones diversos de nuestra teoría. El socio de SUSY de este Hamiltoniano sería "fermiónico", y sus autoestados serían fermiones de la teoría. Cada bosón podría tener un compañero fermiónico de igual energía, pero, en el mundo relativista, la energía y la masa son intercambiables, así que podemos decir con la misma facilidad que las partículas asociadas tienen la misma masa.
Los conceptos en SUSY, han proporcionado útiles extensiones para la aproximación WKB. Además, SUSY se ha aplicado a problemas de mecánica estadística no cuántica, a través de la ecuación de Fokker-Planck, que muestra que incluso si la inspiración original de la física de partículas de alta energía resultase ser un callejón sin salida, su investigación habría dado lugar ya, a muchos beneficios.

## El superálgebra en Mecánica Cuántica SUSY
En la Mecánica Cuántica fundamental, nos enteramos de que un álgebra de operadores se define por las relaciones de conmutación entre ellos. Por ejemplo, los operadores canónicos de posición y el momento tienen el conmutador {\displaystyle [x,p]=i\,} (Aquí, nosotros usamos "unidades naturales" que se establece la constante de Planck igual a 1.) Un caso más complicado es el álgebra de los operadores del momento angular, estas cantidades están estrechamente relacionadas con las simetrías de rotación de un espacio tridimensional. Para generalizar este concepto, se define un anticonmutador, que se refiere a los operadores la misma manera que un conmutador común, pero con el signo opuesto:
{\displaystyle \{A,B\}=AB+BA.\,}
Si los operadores están relacionados por anticonmutadores así como conmutadores, decimos que son parte de un superalgebra de Lie. Digamos que tenemos un sistema cuántico descrito por un Hamiltoniano  {\displaystyle {\mathcal {H}}\,} y un conjunto de N operadores autoadjuntos {\displaystyle Q_{i}\,}.. Vamos a llamar a este sistema supersimétrico si la relación anticonmutación siguiente es válida para toda {\displaystyle i,j=1,\ldots ,N\,}:
{\displaystyle \{Q_{i},Q_{j}^{\dagger }\}={\mathcal {H}}\delta _{ij}.\,}
Si este es el caso, llamamos a {\displaystyle Q_{i}\,} supercargas del sistema.

## Ejemplo
Veamos el ejemplo de una partícula unidimensional con grados internos de libertad 2D (es decir, "dos estados") llamada "espín" (no es realmente giro porque el espín "real" es una propiedad de partículas 3D). Sea {\displaystyle b\,} un operador que transforma una partícula de "espín hacia arriba" en una partícula de "espín hacia abajo". Su adjunto {\displaystyle b^{\dagger }\,} transforma una partícula de "espín hacia abajo"  en una partícula de "espín hacia arriba", los operadores se normalizan de manera que el anticonmutator {\displaystyle \{b,b^{\dagger }\}=1\,}. Y, por supuesto, {\displaystyle b^{2}=0\,}.   Sea {\displaystyle p\,} el impulso de la partícula y sea {\displaystyle x\,} su posición con {\displaystyle [x,p]=i\,}. Sea W (el "superpotential") una función analítica compleja arbitraria de {\displaystyle x\,} y defina los operadores supersimétricos
{\displaystyle Q_{1}={\frac {1}{2}}\left[(p-iW)b+(p+iW^{\dagger })b^{\dagger }\right]\,}
{\displaystyle Q_{2}={\frac {i}{2}}\left[(p-iW)b-(p+iW^{\dagger })b^{\dagger }\right]\,}
Tenga en cuenta que {\displaystyle Q_{1}\,} y {\displaystyle Q_{2}\,} son autoadjuntos. Sea el  Hamiltoniano
{\displaystyle H=\{Q_{1},Q_{1}\}=\{Q_{2},Q_{2}\}={\frac {(p+\Im \{W\})^{2}}{2}}+{\frac {{\Re \{W\}}^{2}}{2}}+{\frac {\Re \{W\}'}{2}}(bb^{\dagger }-b^{\dagger }b)\,}
donde w' es la derivada de W. También tenga en cuenta que {\displaystyle \{Q_{1},Q_{2}\}=0\,}. Esto no es otra cosa que supersimetría N = 2. Tenga en consideración que {\displaystyle \Im \{W\}\,} actúa como un  vector potencial  electromagnético.
También vamos a llamar al "espín hacia abajo" "estado bosónico" y al "espín hacia arriba" "estado fermiónico". Esto es sólo en analogía con la teoría cuántica de campos y no debe ser tomado literalmente.  Entonces, {\displaystyle Q_{1}\,} y {\displaystyle Q_{2}\,} mapean los estados "bosónicos" en "fermiónicos", y viceversa.
Vamos a reformular esto un poco:
Defina
{\displaystyle Q=(p-iW)b\,}
y por supuesto,
{\displaystyle Q^{\dagger }=(p+iW^{\dagger })b^{\dagger }\,}
{\displaystyle \{Q,Q\}=\{Q^{\dagger },Q^{\dagger }\}=0\,}
y 
{\displaystyle \{Q^{\dagger },Q\}=2H\,}
Un operador es "bosónico" si este mapea "estados bosónicos" a "estados bosónicos" y "estados fermiónicos" a "estados fermiónicos". Un operador es "fermiónico" si mapea "estados bosónicos" a los "estados fermiónicos", y viceversa. Cualquier operador puede expresarse de manera única como la suma de un operador bosónico y un operador fermiónico. Defina el superconmutator [,} de la siguiente manera: entre dos operadores bosónicos o uno bosónico  y uno fermiónico, no es otro que el conmutador entre dos operadores fermiónicos, esto es un anticonmutator.
Entonces, {\displaystyle x\,} y{\displaystyle p\,} son operadores bosónicos y {\displaystyle b\,}, {\displaystyle b^{\dagger }\,},  {\displaystyle Q\,} y {\displaystyle Q^{\dagger }\,}, son operadores fermiónicos.
Vamos a trabajar en la  interpretación de Heisenberg  donde {\displaystyle x\,},{\displaystyle b^{\dagger }\,} y {\displaystyle b^{\dagger }\,} son funciones del tiempo.
A continuación,
{\displaystyle [Q,x\}=-ib\,}
{\displaystyle [Q,b\}=0\,}
{\displaystyle [Q,b^{\dagger }\}={\frac {dx}{dt}}-i\Re \{W\}\,}
{\displaystyle [Q^{\dagger },x\}=ib^{\dagger }\,}
{\displaystyle [Q^{\dagger },b\}={\frac {dx}{dt}}+i\Re \{W\}\,}
{\displaystyle [Q^{\dagger },b^{\dagger }\}=0\,}
Esto no es lineal en general: es decir, de partida, {\displaystyle b(t)\,} y {\displaystyle b^{\dagger }(t)\,} no forman una representación lineal de SUSY porque {\displaystyle \Re \{W\}\,} no es necesariamente lineal en {\displaystyle x\,}. Para evitar este problema, se define el operador autoadjunto {\displaystyle F=\Re \{W\}\,}. A continuación, 
{\displaystyle [Q,x\}=-ib\,,}
{\displaystyle [Q,b\}=0\,}
{\displaystyle [Q,b^{\dagger }\}={\frac {dx}{dt}}-iF\,}
{\displaystyle [Q,F\}=-{\frac {db}{dt}}\,}
{\displaystyle [Q^{\dagger },x\}=ib^{\dagger }\,}
{\displaystyle [Q^{\dagger },b\}={\frac {dx}{dt}}+iF\,}
{\displaystyle [Q^{\dagger },b^{\dagger }\}=0\,}
{\displaystyle [Q^{\dagger },F\}={\frac {db^{\dagger }}{dt}}\,}
y vemos que se tiene una representación lineal de SUSY.
Ahora vamos a introducir dos cantidades "formales", {\displaystyle \theta \,}; y {\displaystyle {\bar {\theta }}\,} con éste siendo el adjunto de la antigua tal que
{\displaystyle \{\theta ,\theta \}=\{{\bar {\theta }},{\bar {\theta }}\}=\{{\bar {\theta }},\theta \}=0\,}
y ambos conmutan con operadores bosónicos pero anticonmutan con los fermiónicos.
A continuación, definimos un constructor llamado un "supercampo":
{\displaystyle f(t,{\bar {\theta }},\theta )=x(t)-i\theta b(t)-i{\bar {\theta }}b^{\dagger }(t)+{\bar {\theta }}\theta F(t)\,}
"{\displaystyle f\,}" es autoadjunto, por supuesto. A continuación,
{\displaystyle [Q,f\}={\frac {\partial }{\partial \theta }}f-i{\bar {\theta }}{\frac {\partial }{\partial t}}f,\,}
{\displaystyle [Q^{\dagger },f\}={\frac {\partial }{\partial {\bar {\theta }}}}f-i\theta {\frac {\partial }{\partial t}}f.\,}
Por cierto, también hay una simetría U(1)r, con {\displaystyle p\,}, {\displaystyle x\,} y {\displaystyle w\,} teniendo cero R-cargas,  {\displaystyle b^{\dagger }\,} teniendo una carga de R-1 y {\displaystyle b\,} teniendo una carga de R-1.